# Oružane snage Austro-Ugarske
Oružane snage Austro-Ugarske (njem. Österreichisch-Ungarisches Militärwesen, bewaffnete Macht; u onovremenim hrv. izvorima ces. i kr. Austro-Ugarska vojska i Oružana sila) uz vanjske poslove i financije bile su jedna od tri zajednička čimbenika Dvojne Monarhije. Nastale su Austro-ugarskom nagodbom, a prošle su kroz nekoliko ciklusa reorganizacije. 

## Ustroj i struktura
Oružane snage su se osnovno dijelile na:
- austro-ugarsku vojsku
- austro-ugarsku ratnu mornaricu
- c. i kr. zračne snage (od 1912.)

Ministarstvo rata bilo je jedno od rijetkih zajedničkih ministarstava u Dvojnoj Monarhiji koje je bilo nadležno na čitavom području države, a nad kojim je Carska vlada, a ne austrijska ili ugarsko-hrvatska, imala kontrolu. No, kontrolu nad domobranstvima i pučkim ustankom imala su zemaljska ministarstva obrane u Cislajtaniji i Translajtaniji, svako na svom području. Unutar zajedničkog Ministarstva rata, mornarica je uživala značajnu autonomiju u zapovijedanju kroz postojenje Mornaričke sekcije s vlastitim stožerom i sjedištem, dok se Ministarstvo usredotočilo na potporu i administraciju.
Iako je nominalno bilo krovna vojna vlast u državi, Ministarstvo rata nije bilo odgovorno ne samo za brojno oružništvo, već ni za brojne institucije poput Evidenzbureaua, obavještajne službe u nadležnosti ministarstva vanjskih poslova. Rascjepkanost i međusobne trzavice brojnih tijela, službi i ustrojbenih cjelina slabile su spremnost austro-ugarskih oružanih snaga. Zasebni stožer i vrhovni zapovjednici nadgledali su vojnu obuku, planiranje i operativne odgovornosti njihovih grana OS. Kopnena vojska je 1914. bila podijeljena na 16 vojnih korpusa s 325.000 aktivnih vojnika na svim razinama, uz 40.000 vojnika austrijskog c. i kr. domobranstva te 30.000 kr. ugarsko-hrvatskog domobranstva. Ratna mornarica upotrebljavala je brojne luke na Jadranu, s Pulom kao glavnom lukom. 1914. posjedovala je 3 suvremena dreadnoughta klase Tegetthoff kao i 9 starijih bojnih brodova uz 3 suvremena klase pred-dreadnought. Ostatak flote činila su razna plovila, krstarice, razarači i podmornice. Zrakoplovstvo je 1913. bilo u začetku, a zalaganjem Emila Uzelca 1914. vojnoj balonskoj službi dodana je nekolicina njemačkih zrakoplova.

## Povijest

### Pozadina
Habsburška Monarhija bila je vodeća sila u protunapoleonskim koalicijama, poraženima 1800., 1805. okupacijom Beča i konačno 1809. No, Austrija se ipak 1814. pridružila posljednjoj, uspješnoj kampanji protiv Napoleona. Regularna vojska iskazala je vjernost monarhiji 1848./9., prilikom revolucije. 1859. Austrija je uvučena u rat s Pijemontom i Francuskom. Rat je trajao svega tri mjeseca, ali obje strane su podigle brojne snage. Austrija je poražena nakon žestokih bitaka na Magenti i kod Solferina. 
Prusija je uspostavila prevlast nad njemačkim državama nakon pobjede u Austro-pruskom ratu 1866. Ključna bitka se odigrala kod Königgrätza (Hradec Králové) u Češkoj. Austrija je izgubila 20.000 vojnika, dok ih je još toliko zarobljeno. Taj je poraz zasjenio pobjede nad Sardinijom kod Custozze i u bitci kod Visa.
Glavni razlog vojnim neuspjesima Austrije sredinom 19. stoljeća bila je konstantna politička borba oko izdvajanja sredstava za vojsku. To se odražavalo na slaboj izobrazbi i obuci vojnih obveznika, kao i kvaliteti notorno potplaćenih dočasnika. Usto, vojska se koristila i zastarjelom taktikom - frontalnom napadu s bajunetama. Zapovjedništvo za potporu bilo je poznato po neučinkovitosti i korupciji.
Stalna (stajaća) vojska 1854. sastojala se od 12 zborova s 240.000 pripadnika. Punom popunom iz pričuve ukupan broj vojnika rastao je na 800.000 te ju je to činilo jednom od najvećih vojski u Europi. No, sporost mobilizacije i loš transpot snaga umanjivali su prednost brojnosti. Pričuvnici i vojni obveznici bili su često dodijeljeni u pukovnije daleko od mjesta prebivališta, što je mobilizaciju produžavalo na osam tjedana, gotovo dvostruko duže no što je trebalo pruskoj vojsci, organiziranoj po regionalnom ključu.

### 1867. – 1914.
Austro-ugarskom nagodbom 1867. osnovane su zajedničke austro-ugarske oružane snage, koje se dijele na zajedničku vojsku i ratnu mornaricu te tri domobranstva: c. i kr. domobranstvo pod imenom landwehr (za austrijski dio Monarhije), kr. ugarsko domobranstvo pod imenom honvédség (za ugarski dio Monarhije) i hrvatsko-slavonsko domobranstvo (za Kraljevinu Hrvatsku i Slavoniju) te dvojno podijeljen pučki ustanak.
Zajednička vojska ima zadaću braniti dvojnu monarhiju protiv "izvanjskog neprijatelja i uzdržavati red i sigurnost u zemlji". Domobranstvu je zadaća podupirati zajedničku vojsku i braniti granice od napada, te iznimno za održavanje reda i sigurnosti. Pučki se ustanak (Landsturm)predviđa kao krajnja obrambena mjera u ratu u slučaju prodora neprijatelja na teritorij Monarhije. Posebno je ustrojen tek 1886. Vojna obveza u zajedničkoj vojsci traje 10 godina (3 godine u postrojbi i 7 godina u pričuvi), a u domobranstvu 12 godina (2 godine u postrojbi i 10 godina u pričuvi).
Austro-ugarska vojska bile je opisivana kao "država u državi". Nadvladavala je brojne etničke sukobe te poliitčke i ekonomske podjele te je nerijetko bile jedina prava spona lojalnosti brojnih naroda Carstva. Austro-Ugarska je ostavljala dojam visoko militarizirane nacije. Prema britanskom povjesničaru Edwardu Crankshawu, ne samo car, već i većina muškaraca višeg sloja nikad ne nosi civilnu odjeću, osim prilikom lova. Pojedine pukovnije su bile pomno urešene i opremljene.
Pukovnije su bile organizirane po jezičnom ključu, iako je njemački bio zapovjedni jezik. Etnička pripadnost nije priječila novačenje ili redovno promaknuće časnika drugih narodnosti i jezika. No, u prestižnijim postrojbama, većina visokih časnika dugovala je svoje činove podrijetlu ili materijalnom statusu. 1900. većina časnika je govorila njemački kao materinski jezik, iako je gotovo četvrtina stanovništva bila mađarske nacionalnosti.
Na prijelazu stoljeća, OS su prošle kroz temeljitu modernizaciju. Kao rezultat truda načelnika glavnog stožera Montecuccolija i prijestolonasljednika Franje Ferdinanda Mornarica je posebno modernizirana izgradnjom novih brodova. Vojska je također poprilično reorganizirana, ali je zadržala oslonac na pogranične utvrde, i to u eri brzog ratovanja. 
OS Austro-Ugarske služile su i u inozemstvu, prvenstveno zauzimanjem BiH i Sandžaka 1878., ekspedicijom na Kretu i sudjelovanjem u gušenju Bokserskog ustanka.

### 1914. – 1918.
Početkom rata, vojska je podijeljena na dvije skupine: manja je napala Srbiju, dok je veća krenula na istočnu bojišnicu protiv Rusije. No, srbijanska kampanja je bila katastrofa - do kraja 1914. nije zauzet gotovo nikakav teritorij po cijenu 227.000 vojnika (od ukupno 450.000).

## Naslijeđe
Neke tradicije stare Austro-Ugarske i danas su očuvane u Austrijskoj vojsci. Primjerice, najpoznatija postrojba je poznata pod nazivom Jägerregiment Beč smještena u Vojarni Marije Terezije. Mnoge druge pukovnije čuvaju tradiciju poznatih austro-ugarskih pukovnija, poput "Kaiserjäger", "Rainer", itd.

## Galerija
- Tvrđava Vezzena
- Tvrđava Prato Piazza
- Haubica M 16 kalibra 38 cm
- Austrijske postrojbe napuštaju Jeruzalem 1916.
- Postrojbe u ratu
- Pješačka pukovnija na mimohodu 1913.
- Škoda 100 mm brdski top
- Lovački zrakoplov
- Sjedište Mornaričke sekcije Ministarstva rata
- Pre-dreadnought Klase Radetzky
- Pre-dreadnought Klase Habsburg
- Dreadnought klase Viribus Unitis
- Topovske kupole SMS Tegetthoffa

## Vanjske poveznice
- Austro-ugarske kopnene snage 1848.–1918.  Arhivirana inačica izvorne stranice od 28. svibnja 2014. (Wayback Machine)
- Vodstvo Austro-Ugarske 1914.-1918.